# 黒湯
黒湯（くろゆ）とは、フミン酸やフルボ酸といった透明で褐色の腐植物質を含む温泉。このほか硫化鉄など別の理由で湯の色が黒色を呈していて「黒湯」あるいは「墨湯」と呼ばれているものもある。

## 概要
溶存有機物（DOM）であるフミン酸やフルボ酸で構成される腐植物質によって褐色に着色したいわゆる「褐色温泉」である。褐色温泉には「黒湯」あるいは「モール系温泉」（モール泉）と呼ばれるものがあり、地域によって、北海道などでは「モール系温泉」、関東地方などでは「黒湯」と呼ばれている。ただ名称だけでなく成分についても、神奈川県横浜・川崎地域の黒湯と北海道のモール系温泉を比較すると、黒湯のほうがC/N比が低くC/P比が高いという報告がある。
個々の泉質とは別に、褐色温泉であることによる適応症が正式に定義されているわけではないが、一般には皮膚をなめらかにするといった効果がうたわれる。
関東では東京都大田区の黒湯温泉などが知られる。

## 溶存有機物以外の黒湯
「黒湯」と称される温泉には、植物が微生物によって分解された腐植質を含む地層に由来するものとは別に、硫化水素型の硫黄泉などで硫化水素が鉄が化合して黒色の硫化鉄を析出して懸濁しているものなどもある。硫化鉄の析出による黒湯がみられる例として塩原元湯温泉があり「墨湯」ともいう。
- 塩原元湯温泉[2]
- 岩室温泉[5]